# Pulvinus

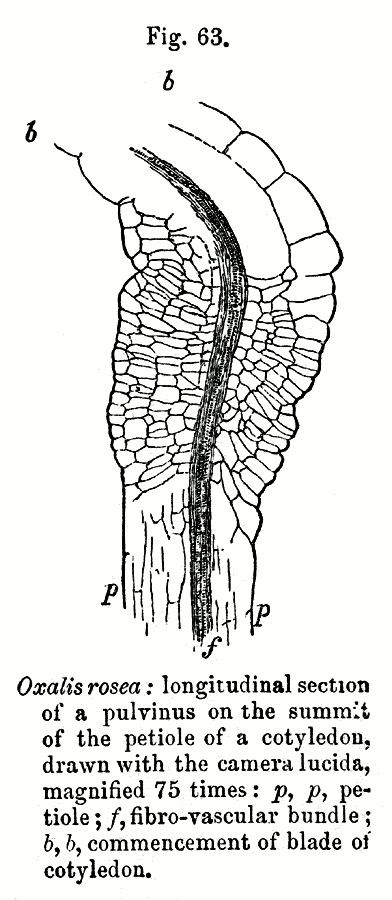
Querschnitt durch einen Pulvinus im Blattstiel eines Keimblatts von Oxalis rosea, aus: Charles Darwin (1880): The Power of Movement in Plants.
p – Blattstiel
f – Leitbündel
b – Blattansatz

Als Pulvini (Einzahl: Pulvinus; Synonym: Gelenk, Blattgelenk, Blattpolster, Blattkissen) werden verdickte Stellen in den Stielen oder an der Basis der Fiedern von Pflanzenblättern bezeichnet, die als Gelenke fungieren. Sie erlauben relativ schnelle, wachstumsunabhängige Bewegungen (Nastien), wie zum Beispiel tagesabhängige Blattbewegungen, die unter anderem bei Schirmakazien und den Mimosen auftreten.
Anatomisch bestehen sie aus einem zentralen Leitbündel, das von dünnwandigen Parenchymzellen umgeben ist. Durch von sogen. Turgorinen vermittelte Aufnahme oder Abgabe von vorwiegend Kaliumionen können letztgenannte Zellen ihren Turgordruck ändern und sich dadurch ausdehnen oder zusammenziehen. Eine Ausdehnung des Parenchyms auf der Oberseite des Pulvinus führt zu einer Abwärtsbewegung des zugehörigen Organs und umgekehrt.